# Boliche nos Jogos Pan-Americanos de 2023
As competições de boliche nos Jogos Pan-Americanos de 2023 em Santiago, Chile, foram realizadas no Centro de Boliche, localizado em La Florida, de 2 a 5 de novembro de 2023. Quatro competições por medalhas foram disputadas, sendo um evento individual e um de duplas para homens e mulheres.

## Qualificação
Um total de 50 jogadores de boliche poderiam se classificar para competir. Cada Comitê Olímpico Nacional poderia inscrever o máximo de quatro competidores (dois por gênero). Os campeões dos Jogos Pan-Americanos Júnior de 2021, em Cáli, só poderiam competir nos eventos individuais. Caso os classificados através do Pan Júnior não participassem, a vaga correspondente seria perdida e não poderia ser transferida para outro CON ou atleta.
Atletas classificados em Cali não poderiam obter outra vaga para seu CON; todavia, outro atleta pode competir por vaga através do sistema de classificação para o Pan dentro da cota máxima por CON. Em cada gênero, houve um total de 12 duplas classificadas, com uma vaga por evento (para um total de quatro jogadores) reservada para o país-sede, Chile. Houve um total de quatro eventos classificatórios e cada CON só poderia se inscrever para dois eventos classificatórios por gênero.

## Nações participantes
Um total de 15 CONs qualificaram jogadores de boliche, com o número de competidores entre parênteses.
- ARU Aruba (2)
- BRA Brasil (4)
- CAN Canadá (2)
- CHI Chile (4)
- COL Colômbia (4)
- CRC Costa Rica (4)
- ESA El Salvador (2)
- EAI Equipe de Atletas Independentes (4)
- ECU Equador (4)
- USA Estados Unidos (4)
- MEX México (2)
- PAN Panamá (2)
- PUR Porto Rico (6)
- DOM República Dominicana (4)
- VEN Venezuela (4)

## Medalhistas
Masculino
| Evento              | Ouro                               | Prata                                 | Bronze                                      |
| ------------------- | ---------------------------------- | ------------------------------------- | ------------------------------------------- |
| Individual detalhes | A. J. Johnson USA Estados Unidos   | Mitch Hupé CAN Canadá                 | Marco Moretti CRC Costa Rica                |
| Individual detalhes | A. J. Johnson USA Estados Unidos   | Mitch Hupé CAN Canadá                 | Cristian Azcona PUR Porto Rico              |
| Duplas detalhes     | Donald Lee William Duen PAN Panamá | Mitch Hupé François Lavoie CAN Canadá | Juan Rodríguez Marco Moretti CRC Costa Rica |

Feminino
| Evento              | Ouro                                              | Prata                                      | Bronze                                  |
| ------------------- | ------------------------------------------------- | ------------------------------------------ | --------------------------------------- |
| Individual detalhes | Clara Guerrero COL Colômbia                       | Juliana Franco COL Colômbia                | Sandra Góngora MEX México               |
| Individual detalhes | Clara Guerrero COL Colômbia                       | Juliana Franco COL Colômbia                | Breanna Clemmer USA Estados Unidos      |
| Duplas detalhes     | Jordan Richard Breanna Clemmer USA Estados Unidos | Juliana Franco Clara Guerrero COL Colômbia | Sandra Góngora Iliana Lomeli MEX México |

## Quadro de medalhas
| Ordem | País               | Medalha de ouro | Medalha de prata | Medalha de bronze |    |
| ----- | ------------------ | --------------- | ---------------- | ----------------- | -- |
| 1     | USA Estados Unidos | 2               |                  | 1                 | 3  |
| 2     | COL Colômbia       | 1               | 2                |                   | 3  |
| 3     | PAN Panamá         | 1               |                  |                   | 1  |
| 4     | CAN Canadá         |                 | 2                |                   | 2  |
| 5     | CRC Costa Rica     |                 |                  | 2                 | 2  |
|       | MEX México         |                 |                  | 2                 | 2  |
| 7     | PUR Porto Rico     |                 |                  | 1                 | 1  |
| TOTAL | TOTAL              | 4               | 4                | 6                 | 14 |